# Lijst van spelers van Aalborg BK
Deze lijst omvat voetballers die bij de Deense voetbalclub Aalborg BK spelen of gespeeld hebben. De namen van de spelers zijn alfabetisch gerangschikt.

## A
- Jakob Ahlmann
- Erik Bo Andersen
- Lucas Andersen
- Søren Andersen
- Steen Andersen
- Trond Andersen
- Anders Andersson
- Poul Erik Andreasen
- Thomas Augustinussen

## B
- Børge Bach
- Lennart Bak
- Thomas Bælum
- Christian Bassogog
- Michael Beauchamp
- Mikkel Beck
- Petter Belsvik
- Besart Berisha
- Kurt Berthelsen
- Stefan Bidstrup
- Jacob Blåbjerg
- Rody de Boer
- Bård Borgersen
- Torben Boye
- Kasper Bøgelund
- Simon Bræmer
- Orla Brixler
- Mads Bro Hansen
- Andreas Bruhn
- Thomas Buus

## C
- Cacá
- Danny Califf
- Louay Chanko
- Carsten Christensen
- Daniel Christensen
- Jørgen Christensen
- Christian Christiansen
- Chrys
- Jeppe Curth

## D
- Tore André Dahlum
- Henrik Dalsgaard
- Kasper Davidsen
- Denis Dedovic
- Søren Dissing
- Anders Due

## E
- Mahmoud El-Hajj
- Peter Enevoldsen
- Thomas Enevoldsen
- Martin Ericsson
- Emeka Ezeugo

## F
- Calle Facius
- Christian Flindt-Bjerg
- Ove Flindt-Bjerg
- Søren Frederiksen (1972)
- Søren Frederiksen (1989)

## G
- Allan Gaarde
- Thomas Gaardsøe
- Per Gade
- Casper Gedsted
- Thomas Gill
- Nicholas Gotfredsen
- Jesper Grønkjær

## H
- Heini Hald
- Alfred Hansen
- Henrik Hansen
- Henrik Hansen
- Hallur Hansson
- Abbas Hassan
- Emil Haucke
- Martin Hæsum
- Werner Hedegaard
- Nicklas Helenius
- Torben Hjermitslev
- Daniel Hoch
- Daniel Holm
- Jes Høgh
- Steffen Højer
- Poul Hübertz

## J
- Anders Post Jacobsen
- Anders Kvindebjerg Jacobsen
- Casper Jacobsen
- Jón Jacobsen
- Michael Jakobsen
- Erik Jensen
- Henning Munk Jensen
- Karsten Jensen
- Martin Jensen
- Allan Jepsen
- Jens Jessen
- Claus Johansen
- Egon Johansen
- Andreas Johansson
- Rasmus Jönsson
- Niels Jørgensen
- Pól Justinussen

## K
- Kayke Rodrigues
- Christopher Kiwomya
- Thomas Kortegaard
- Bjørn Kristensen
- Henrik Kristensen
- Patrick Kristensen
- Jacob Krüger
- Jones Kusi-Asare
- Kasper Kusk

## L
- Henrik Larsen
- Morten Larsen
- Nicolai Larsen
- Søren Larsen
- Peter Lassen
- Ibekwe Leonard
- Mattias Lindström
- Michael Lumb
- Christian Lundberg

## M
- Jens Madsen
- Tommy Markussen
- Dennis Marshall
- Jozo Matovac
- José Mota
- Johnny Mølby
- Peter Møller

## N
- David Nielsen
- Ernst Nielsen
- Flemming Nielsen
- Jakob Nielsen
- Jimmy Nielsen
- Johnny Nielsen
- Lasse Nielsen
- Lasse Nilsson
- Siyabonga Nomvethe
- Casper Nordstrøm
- Jacob Nordstrøm
- Dickson Nwakaeme

## O
- Philipp Ochs
- Allan Olesen
- Steve Olfers
- Súni Olsen
- Thor Olsen
- Andres Oper
- Tobias Ørtoft

## P
- Kaj Paulsen
- Jan Pedersen
- Jari Pedersen
- Kasper Pedersen
- Marc Pedersen
- Martin Pedersen
- Kenneth Petersen
- Morten Poulsen
- Thomas Poulsen
- Rade Prica
- Brian Priske

## R
- Henrik Rasmussen
- Morten Rasmussen
- Peter Rasmussen
- Ibrahim Razak
- Marco Reda
- Kasper Risgård
- Luis Rodriguez
- Chris Rolfe
- Christian Rye

## S
- Klebér Saarenpää
- Marek Saganowski
- Dan Sahlin
- Martin Samuelsen
- Svend Sanvig
- Stefan Schmidt
- Ronnie Schwartz
- Artim Shakiri
- Luton Shelton
- Michael Silberbauer
- Ib Simonsen
- Simon Sloth
- Ståle Solbakken
- Jacob Sørensen
- Jens-Kristian Sørensen
- Lukas Spalvis
- Jens Steffensen
- Michael Sten
- Kenneth Stenild Nielsen
- Frank Strandli
- Anders Sundstrup

## T
- Søren Tengstedt
- Rasmus Thelander
- Thiago
- Thomas Thomasberg
- Jonas Thomsen
- Kristian Thomsen
- Lars Thomsen
- Nicolaj Thomsen
- Kjeld Thorst
- Søren Thorst
- Milan Timko
- Arne Toft
- Rolf Toft
- Marcus Tracy
- Peter Tranberg
- Finn Trikker
- Tulio
- Diego Tur

## V
- Ivo Vazgeč
- Benedict Vilakazi

## W
- Jens Waltorp Sørensen
- Kjetil Wæhler
- Wellington
- Mathias Wichmann
- Lars Winde
- Fredrik Winsnes
- Peter Woodring
- Rasmus Würtz

## Z
- Karim Zaza
- Clemens Zwijnenberg